# セントルイス・レスリング・クラブ
セントルイス・レスリング・クラブ（St. Louis Wrestling Club）は、アメリカ合衆国のミズーリ州セントルイスを拠点としていたプロレス団体。

## 概要
セントルイス・レスリング・クラブはサム・マソニックが所有し運営した。1959年に創設され、1985年まで存続した。この団体はナショナル・レスリング・アライアンス（NWA）のメンバーで、主にセントルイス地区をプロモートした。「NWAセントルイス地区」とは、この団体のことを指す。
マソニックはプロレス黎明期には珍しく、公正で誠実なプロモーターとして評判が高かった。また異例なこととして、セントルイス・レスリング・クラブはタッグ王座を承認せず、主にシングルマッチとアングルに焦点を当てた。
セントルイス・レスリング・クラブの興行は、キール・オーディトリアムで行われていた。1950年から1960年、また1963年から1975年まで、長くNWA会長を務めたマソニックの地元であったことから、キール・オーディトリアムは「NWAの総本山」と日本では呼ばれていた。
セントルイス・レスリング・クラブで活躍した人気選手には、ハーリー・レイス（セントルイス・レスリング・クラブとセントラル・ステーツ・レスリングの共同所有者でもあった）、ディック・ザ・ブルーザー、ルー・テーズ、ジン・キニスキー、アンドレ・ザ・ジャイアント、キングコング・ブロディ、テッド・デビアス、リック・フレアーなどがいた。
マソニックはセントルイスのチェッカードームでの1982年1月1日の興行を最後に引退し、レイスとボブ・ガイゲルに団体を売却した。その後1985年までに、WWFとハルク・ホーガンはセントルイス地区でも強大な人気を得たために、団体は利益を失い始めた 。1985年、団体は、後にWCWに吸収されることになるジム・クロケット・プロモーションズに買収された。

### テレビ放送
毎週KPLR-TVで団体の興行が放送されたテレビ番組『レスリング・アット・ザ・チェイス（Wrestling at the Chase）』は、プロレス史の中でも伝説の番組として知られる。
1958年、テレビ局KPLRとチェイスパーク・プラザ・ホテルのオーナーのハロルド・コプラーがサム・マソニックと飛行機で同乗して、セントルイス地区でのプロレス番組の制作の話が生まれた。同番組は1959年5月23日から1983年9月10日まで、セントルイスの地方局KPLR-TVで放送された。試合はセントルイスのチェイスパーク・プラザ・ホテルで収録され、通常は日曜の朝10時から放映された。KPLRのスタジオは、便利なことにこのホテルに隣接していた。番組は24年間でおよそ1100回を数えた。全盛期にはNWAのスター選手が勢揃いし、セントルイス地区ではローカルニュース、カーディナルズの試合中継に続いて3番目に高い視聴率を誇り、毎回10万人以上が視聴していた。

## タイトル
NWAの一員としてセントルイス・レスリング・クラブは、世界王座としてNWA世界ヘビー級王座を認定し、王者は頻繁にセントルイスのテリトリーをツアーした。NWA世界ヘビー級王座のほか、以下の王座を認定していた。
- NWAミズーリ・ヘビー級王座
- NWA米国ヘビー級王座（セントラル・ステーツ版）（1963年 - 1968年）
- NWAセントラル・ステーツ・ヘビー級王座（1950年 - 1972年）

ミズーリ王座はセントラル・ステーツ王座が前身となる。1972年1月28日にセントラル・ステーツ王座戦でパット・オコーナーがハーリー・レイスを倒した後の議論の末に生まれた。プロモーターらがオコーナーへのセントラル・ステーツ王座の移動を認めるのを拒否し、レイスをセントラル・ステーツ王者としてプロモートしようとしたため、サム・マソニックはセントラル・ステーツ王座の承認を止めて、代わりにミズーリ王座を創設された。

## 参照
1. ↑  "National Wrestling Alliance: The Untold Story of the Monopoly That Strangled Pro Wrestling", 著者Tim Hornbaker  p.59
2. ↑  St. Louis
3. ↑  Hornbaker, Tim (2006). National Wrestling Alliance: The Untold Story of the Monopoly That Strangled Pro Wrestling. ECW Press. p. 55. ISBN 1550227416
4. 1 2  Matysik, Larry (2005). Wrestling at the Chase: The Inside Story of Sam Muchnick and the Legends of Professional Wrestling. ECW Press. p. 152
5. ↑  Sonderman, Steve. “May 23”.   STLmedia.net. 2009年1月26日閲覧。
6. ↑  Royal Duncan & Gary Will (4th Edition 2006 エラー: 日付が正しく記入されていません。). Wrestling Title Histories. Archeus Communications. ISBN 0-9698161-5-4